# Highwater Books
Highwater Books era uma editora norte-americana de Banda Desenhada. Foi fechada por problemas de resultado financeiro.

### Páginas externas
- Devlin Announces Demise of Highwater - The Comics Reporter